# AS 생테티엔
AS 생테티엔(프랑스어: Association Sportive Saint-Étienne Loire)은 생테티엔을 연고로 하는 프랑스의 축구 클럽으로 줄여서 생테티엔, ASSE라고도 불린다. 1919년에 창단되었으며, 2022-23 시즌부터 프랑스 프로 축구 2부리그인, 리그 2로 강등되었다.

## 역사
1919년에 창단하였으며 생테티엔은 6번의 쿠프 드 프랑스, 1번의 쿠프 드 라 리그, 5번의 트로페 데 샹피옹 우승과 더불어, 10번의 리그 1 우승 기록들을 보유하고 있다. 생테티엔은 또한 리그 2 우승 경험도 세 번 있다, 감독 장 스넬라, 알브레 바토, 로베르 에르벵이 이끌던 1960년대와 70년대가 전성기였다.
주요 라이벌은 인근 지역 리옹을 연고로 하는 올랭피크 리옹이며, 이 둘 간의 더비 경기를 데르비 론알프라고 한다.

## 우승 기록
- 리그 1 우승 10회
  - 우승: 1956–57, 1963–64, 1966–67, 1967–68, 1968–69, 1969–70, 1973–74, 1974–75, 1975–76, 1980–81
  - 준우승: 1946, 1971, 1982
- 리그 2 우승 3회
  - 우승: 1962–63, 1998–99, 2003–04
  - 준우승: 1938, 1986
- 쿠프 드 프랑스 우승 6회
  - 우승: 1961–62, 1967–68, 1969–70, 1973–74, 1974–75, 1976–77
  - 준우승: 1959-60, 1980-81, 1981-82, 2019-20
- 쿠프 드 라 리그
  - 우승: 2012–13
- 쿠프 강바르델라 우승 3회
  - 우승: 1963, 1970, 1998
  - 준우승: 1958, 1964, 1971, 1999
- UEFA 챔피언스리그
  - 준우승: 1975-76

## 선수 명단

### 현역
참고: FIFA 자격 규정에 따라 소속된 국가대표팀 국기를 표시합니다. 선수는 복수의 FIFA 비회원국 국적을 가지고 있을 수 있습니다.
| 번호 | 포지션 | 국적   | 이름            |
| ---- | ------ | ------ | --------------- |
| 6    | MF     | 모로코 | 벤자민 부슈아리 |
| 9    | FW     | 말리   | 이브라힘 시소코 |
| 16   | GK     | 세네갈 | 부바카르 폴     |

| 번호 | 포지션 | 국적             | 이름            |
| ---- | ------ | ---------------- | --------------- |
| 21   | DF     | 콩고 민주 공화국 | 딜랑 바투빈시카 |
| 25   | FW     | 세네갈           | 이브라히마 와지 |
| 29   | MF     | 모로코           | 아이멘 무에펙   |

## 역대 감독
| 감독                       | 임기        |
| -------------------------- | ----------- |
| 자크 상티니                | 1992 ~ 1994 |
| 존 토샥                    | 2000 ~ 2001 |
| 이반 하셰크                | 2006 ~ 2007 |
| 오스카르 가르시아 후니엔트 | 2017        |